# James Mitchell (Filmeditor)
James Mitchell (* 7. Dezember 1929 in Beverly Hills, Kalifornien; † 14. Oktober 2010 in New Port Richey, Florida) war ein US-amerikanischer Filmeditor.
James Mitchells Karriere als Editor begann 1970, zuvor war er bereits einige Jahre sporadisch als Editor oder Schnitt-Assistent tätig gewesen. Bis Ende der 1990er Jahre wirkte er an mehr als 40 Produktionen mit.

## Filmografie (Auswahl)
- 1976: Futureworld – Das Land von Übermorgen (Futureworld)
- 1977: Panik in der Sierra Nova (Day of the Animals)
- 1979: Das tödliche Dreieck (Hanover Street)
- 1980: Fade to Black – Die schönen Morde des Eric Binford (Fade to Black)
- 1983: Ein Richter sieht rot (The Star Chamber)
- 1984: 2010: Das Jahr, in dem wir Kontakt aufnehmen (2010: The Year we Make Contact)
- 1986: Diese zwei sind nicht zu fassen (Running Scared)
- 1987: Flashpoint Mexico (Love Among Thieves)
- 1988: Presidio (The Presidio)
- 1990: Narrow Margin – 12 Stunden Angst (Narrow Margin)
- 1994: Above the Rim
- 1996: Der Rasenmäher-Mann 2 – Beyond Cyberspace (Lawnmower Man 2: Beyond Cyberspace)